# Шахід Латіф
Шахід Латіф (11 червня 1913 — 16 квітня 1967) — індійський режисер, сценарист і продюсер. Творив мовою гінді. Він був автором таких фільмів, як «Зідді» (1948), який поклав початок кар'єрі Дев Ананда, і «Арзу» (1950) з Діліпом Кумаром і Каміні Каушалом у головних ролях.

## Біографія
Він подружився з Саадатом Хасаном Манто, а також з Ісматом Чугтаї (1915—1991). У 1941 році вони одружилися, згодом народили двох дочок.
Латіф переїхав до Бомбея (нині Мумбаї) і розпочав свою кар'єру в Bombay Talkies, відомій кіностудії, де він написав діалоги для Ашока Кумара на головну роль у фільмі Naya Sansar (1941), а потім для Амія Чакраварті у фільмиAnjaan (1941) і у фільмі Джула для Джіана Мукерджі (1941).  Його режисерським дебютом став фільм «Зідді» (1948) за оповіданням Ісмат Чугтаї. Фільм також поклав початок кар'єрі актора Дева Ананда.
Він помер у Мумбаї 16 квітня 1967 року. 

## Фільмографія
- Jawab Ayega (1968) — Director
- Baharen Phir Bhi Aayengi (1966) — Director
- Picnic (1966) — Director
- Sone Ki Chidiya (1958) — Director
- Society (1955) — Director
- Darwaza (1954) — Director
- Fareb (1953) — Director
- Sheesha (1952) — Director
- Buzdil (1951) — Director
- Arzoo (1950) — Director
- Shikayat (1948) — Director
- Ziddi (1948) — Director
- Anjaan (1941) — Dialogue
- Jhoola (1941) — Screenwriter, Dialogue
- Naya Sansar (1941) — Dialogue